# Абатство Даунтон
Абатство Даунтон (англ. Downton Abbey) — британський телесеріал, знятий за сценарієм Джуліана Феллоуза у співробітництві з компаніями Carnival Films та Masterpiece. Вперше серіал вийшов на телеекрани у Британії та Ірландії 26 вересня 2010 року. У 2011 році його побачили й американські телеглядачі. Серіал закінчився на 6 сезоні, остання різдвяна серія вийшла на телеекрани 25 грудня 2015.
Дія серіалу відбувається у вигаданому Абатстві Даунтон, розташованому в Йоркширі, в якому живе родина аристократів Кроулі та їхня прислуга в так звану пост-едвардську епоху (після правління короля Едварда VII, тобто після 1910 року), події якої неабияк впливають на життя усіх верств населення та загалом на британську ієрархію. У серіалі знайшли віддзеркалення такі події, як катастрофа Титаніка, початок Першої світової війни, епідемія іспанки, ірландська визвольна війна тощо.
Серіал отримав декілька нагород, серед яких Премія «Золотий глобус» за найкращий мінісеріал або телефільм. Також Абатство Даунтон увійшов до Книги рекордів Гіннеса як «англомовний телесеріал, що найбільше обговорюється критиками». Серіал отримав найбільшу кількість номінацій під час вручення Primetime Emmy Awards (27 номінацій вже після другого сезону). Також серіал у Британії та Штатах охопив найбільшу кількість телеглядачів, а відтак став найбільш популярним костюмованим серіалом з часів британського серіалу «Повернення в Брайдсхед» (Brideshead Revisited, 1981 рік).

## Сюжет
Перші серії серіалу відбуваються у 1912 році та розпочинаються з новини про смерть нащадка титулу графа Ґрентема внаслідок катастрофи на Титаніку. Сім'я очікує, що оскільки нащадків чоловічого роду в родині не залишилося, уся власність та капітал сім'ї після смерті графа перейдуть до старшої доньки. Але граф Роберт Ґрентем, який усе своє життя віддав розвиткові родинного помістя, відмовляється відстоювати права своєї доньки Мері, вважаючи, що все, разом з немалим капіталом його дружини, має належати нащадкові його графського титулу, невідомому далекому родичу.
В серіалі, на рівні з життям британської аристократії, показують також життя їхньої прислуги.
Дії другого сезону відбуваються під час Першої Світової війни, розпочинаючи з битви на Соммі у 1916 році і до перемир'я у 1918. Третій сезон розповідає про післявоєнну ситуацію в країні.

## У ролях
- Г'ю Бонневілль — Роберт Кровлі, граф Ґрентем
- Меггі Сміт — Вайолет, графиня Ґрентем, мати Роберта
- Елізабет Макговерн — Кора Кровлі, графиня Ґрентем, дружина Роберта
- Мішель Докері — леді Мері Кровлі, старша дочка графа
- Ден Стівенс — Меттью Кровлі, спадкоємець графського титулу Ґрентем
- Лора Кармайкл — леді Едіт Кровлі, середня дочка графа
- Джессіка Браун Фіндлей — леді Сібіл Кроулі, молодша дочка графа
- Джим Картер — містер Карсон, дворецький
- Пенелопа Вілтон — Ізабел Кровлі, мати Меттью
- Роуз Леслі — Ґвен, покоївка
- Лілі Джеймс — леді Роуз Макклер Елдрідж
- Пол Коплі — містер Мейсон

## Українське багатоголосе закадрове озвучення
Українською мовою перші 4 сезони серіалу озвучено телекомпанією «Інтер» у 2018 році.
Ролі озвучували: Владислав Пупков, Андрій Вільколек, Дмитро Вікулов, Тетяна та Єлизавета Зіновенки, Марина Клодніцька

## У ролях
| Таблиця присутності акторів у сезонах | Таблиця присутності акторів у сезонах          | Таблиця присутності акторів у сезонах | Таблиця присутності акторів у сезонах | Таблиця присутності акторів у сезонах | Таблиця присутності акторів у сезонах | Таблиця присутності акторів у сезонах | Таблиця присутності акторів у сезонах |
| Актор                                 | Персонаж                                       | Сезон                                 | Сезон                                 | Сезон                                 | Сезон                                 | Сезон                                 | Сезон                                 |
| Актор                                 | Персонаж                                       | 1                                     | 2                                     | 3                                     | 4                                     | 5                                     | 6                                     |
| Основний склад                        | Основний склад                                 | Основний склад                        | Основний склад                        | Основний склад                        | Основний склад                        | Основний склад                        | Основний склад                        |
| ------------------------------------- | ---------------------------------------------- | ------------------------------------- | ------------------------------------- | ------------------------------------- | ------------------------------------- | ------------------------------------- | ------------------------------------- |
| Г'ю Бонневілль                        | Роберт Кровлі, граф Ґрентем                    | Постійно                              | Постійно                              | Постійно                              | Постійно                              | Постійно                              | Постійно                              |
| Елізабет Макговерн                    | Кора Кровлі (уродж. Левінсон), графиня Ґрентем | Постійно                              | Постійно                              | Постійно                              | Постійно                              | Постійно                              | Постійно                              |
| Мішель Докері                         | Леді Мері Кроулі (пізніше Талбот)              | Постійно                              | Постійно                              | Постійно                              | Постійно                              | Постійно                              | Постійно                              |
| Джессіка Браун Фіндлей                | Леді Сібіл Бренсон (уродж. Кроулі)             | Постійно                              | Постійно                              | Постійно                              |                                       |                                       |                                       |
| Лора Кармайкл                         | Леди Едіт Пелем (уродж. Кроулі)                | Постійно                              | Постійно                              | Постійно                              | Постійно                              | Постійно                              | Постійно                              |
| Джим Картер                           | Чарльз «Чарлі» Карсон                          | Постійно                              | Постійно                              | Постійно                              | Постійно                              | Постійно                              | Постійно                              |
| Ракель Кессіді                        | Філліс Бакстер                                 |                                       |                                       |                                       | Періодично                            | Постійно                              | Постійно                              |
| Брендан Койл                          | Джон Бейтс                                     | Постійно                              | Постійно                              | Постійно                              | Постійно                              | Постійно                              | Постійно                              |
| Том Каллен                            | Ентоні Фойл, граф Гіллянгем                    |                                       |                                       |                                       | Періодично                            | Постійно                              |                                       |
| Кевін Дойл                            | Джозеф Мозлі                                   | Періодично                            | Періодично                            | Постійно                              | Постійно                              | Постійно                              | Постійно                              |
| Шивон Фіннеран                        | Сара О'Браян                                   | Постійно                              | Постійно                              | Постійно                              |                                       |                                       |                                       |
| Майкл Фокс                            | Ендрю «Енді» Паркер                            |                                       |                                       |                                       |                                       | Періодично                            | Постійно                              |
| Метью Ґуд                             | Генрі Талбот                                   |                                       |                                       |                                       |                                       | Гість                                 | Постійно                              |
| Джоан Фроґґатт                        | Анна Бейтс (уродж. Сміт)                       | Постійно                              | Постійно                              | Постійно                              | Постійно                              | Постійно                              | Постійно                              |
| Томас Гоус                            | Вільям Мейсон                                  | Постійно                              | Постійно                              |                                       |                                       |                                       |                                       |
| Лілі Джеймс                           | Леді Роуз Елдридж (уродж. Макклер)             |                                       |                                       | Періодично                            | Постійно                              | Постійно                              | Гість                                 |
| Роб Джеймс-Колльєр                    | Томас Барроу                                   | Постійно                              | Постійно                              | Постійно                              | Постійно                              | Постійно                              | Постійно                              |
| Аллен Ліч                             | Том Бренсон                                    | Періодично                            | Періодично                            | Постійно                              | Постійно                              | Постійно                              | Постійно                              |
| Роуз Леслі                            | Ґвен Гардинґ (уродж. Доусон)                   | Постійно                              |                                       |                                       |                                       |                                       | Гість                                 |
| Філліс Логан                          | Елсі Карсон (уродж. Хьюс)                      | Постійно                              | Постійно                              | Постійно                              | Постійно                              | Постійно                              | Постійно                              |
| Софі Макшера                          | Дейзі Мейсон (уродж. Робинсон)                 | Постійно                              | Постійно                              | Постійно                              | Постійно                              | Постійно                              | Постійно                              |
| Метт Мілн                             | Альфред Ньюджент                               |                                       |                                       | Постійно                              | Постійно                              |                                       |                                       |
| Леслі Нікол                           | Берил Патмор                                   | Постійно                              | Постійно                              | Постійно                              | Постійно                              | Постійно                              | Постійно                              |
| Емі Натталл                           | Етель Паркс                                    |                                       | Постійно                              | Постійно                              |                                       |                                       |                                       |
| Джуліан Овенден                       | Чарльз Блейк                                   |                                       |                                       |                                       | Періодично                            | Постійно                              |                                       |
| Девід Робб                            | Доктор Річард Кларксон                         | Періодично                            | Періодично                            | Періодично                            | Постійно                              | Постійно                              | Постійно                              |
| Меґґі Сміт                            | Вайолет Кровлі, графиня-вдова Ґрентем          | Постійно                              | Постійно                              | Постійно                              | Постійно                              | Постійно                              | Постійно                              |
| Едвард Спелірс                        | Джеймс «Джиммі» Кент                           |                                       |                                       | Постійно                              | Постійно                              | Постійно                              |                                       |
| Ден Стівенс                           | Меттью Кровлі                                  | Постійно                              | Постійно                              | Постійно                              |                                       |                                       |                                       |
| Кара Теоболд                          | Айві Стюарт                                    |                                       |                                       | Періодично                            | Постійно                              |                                       |                                       |
| Пенелопа Вілтон                       | Ізабель Кроулі                                 | Постійно                              | Постійно                              | Постійно                              | Постійно                              | Постійно                              | Постійно                              |

## Місця фільмування

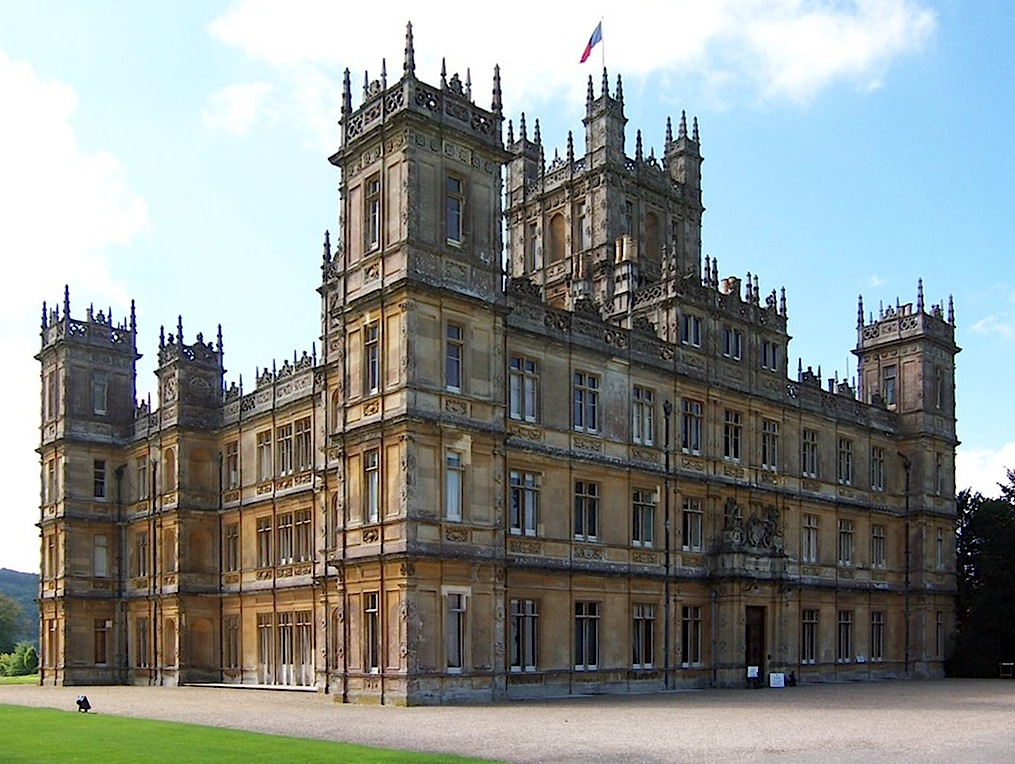
Замок Гайклер

Абатством Даунтон в однойменному серіалі став замок Гайклер (англ. Highclere Castle), що розташований у Гемпширі. В ньому знімали більшість сцен з історичними інтер'єрами та екстер'єром. Решту сцен, таких як події на кухні, спальні та кімнати прислуги знімали у студії. Міські та вуличні сцени знімали у мальовничому селищі Бамптон. Місцевий парафіяльний будинок використали для зображення екстер'єру маєтку Ізабель Кроулі. Інтер'єр маєтку знімали вже в іншому містечку — Бекенсфілд.
Іншим маєтком родини лорда Ґрентема, в який вони тимчасово переїхали через фінансові труднощі, став історичний будинок Грейс Курт (англ. Greys Court), що в Оксфордширі. Залізничною станцією вигаданого Даунтона стала станція Горстед Кейнес (англ. Horsted Keynes).
Деякі сцени знімали в Лондоні. У різдвяному випуску 2013 року можна побачити сцени зняті в Букінгемському палаці, Лондонському університеті, Голдсмітському коледжі та інших локаціях.

## Цікаві факти
- бюджет однієї серії Абатства Даунтон оцінюють в 1 мільйон фунтів стерлінгів;
- перший епізод серіалу у Британії подивилися більше 9 мільйонів глядачів; кількість глядачів другого епізоду зросла до 12 мільйонів;
- справжній замок Гайклер, як і вигаданий Даунтон, використовувався як госпіталь під час Першої світової війни;
- музика до серіалу видавалася окремим аудіоальбомом;
- американська актриса Елізабет Макговерн, яка грає в серіалі Кору, графиню Ґрентем, вже грала разом з виконавцем головної ролі лорда Ґрентема Г'ю Бонневілем у серіалі «Замороження» (англ. Freezing).